# Đại học Boston
Đại học Boston hay Cao đẳng Boston (tiếng Anh: Boston College, viết tắt là BC) là một trường đại học nghiên cứu tư nhân của Dòng Tên ở Chestnut Hill, tiểu bang Massachusetts, Hoa Kỳ. Được thành lập vào năm 1863, trường có hơn 9.300 sinh viên đại học và gần 5.000 sinh viên sau đại học. Đại học Boston được phân loại là một trường đại học nghiên cứu nhóm R1 (tức có hoạt động nghiên cứu rất cao). Tuy nhiên, trường vẫn sử dụng từ "college" (cao đẳng) trong tên của mình để phản ánh vị trí lịch sử của nó như một trường đại học khai phóng quy mô nhỏ. Khuôn viên chính của BC là một di tích lịch sử về kiến trúc gothic ở Bắc Mỹ.
BC cung cấp các văn bằng cử nhân, thạc sĩ và tiến sĩ thông qua 8 trường cao đẳng và cao học: Trường Cao đẳng Nghệ thuật & Khoa học Morrissey, Trường Quản lý Carroll, Trường Giáo dục và Phát triển Con người Lynch, Trường Điều dưỡng Connell, Trường Cao học Công tác Xã hội, Trường Cao đẳng Luật Boston, Trường Cao đẳng Thần học Boston, và Trường Nghiên cứu Tiến bộ Woods
Đội thể thao của BC mang tên Đại bàng với màu truyền thống là màu hạt dẻ và vàng. BC thi đấu tại NCAA Division I. Đội khúc côn cầu trên băng nam của trường này đã giành được năm chức vô địch quốc gia.

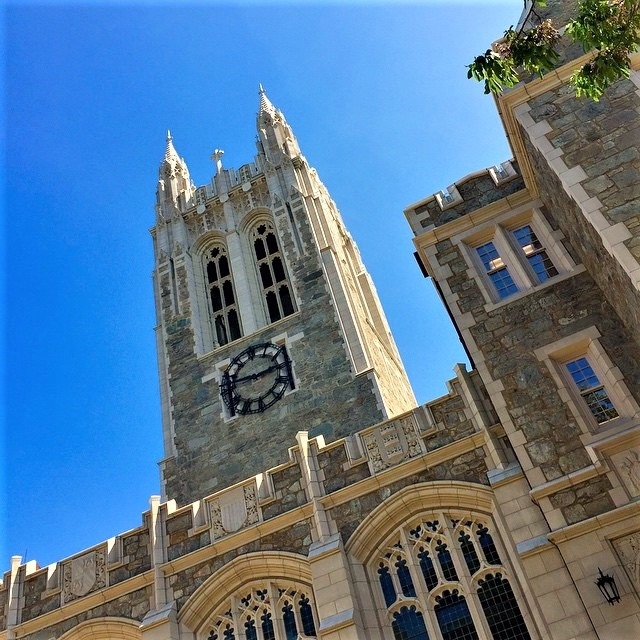
Tháp Gasson

Cựu sinh viên và các cá nhân có liên hệ với trường bao gồm một số thống đốc, đại sứ, thành viên Quốc hội, học giả, nhà văn, nhà nghiên cứu y tế, diễn viên Hollywood và vận động viên chuyên nghiệp. Trường Cao đẳng Boston đã tốt nghiệp một số học giả Rhodes, Fulbright và Goldwater. Các cựu sinh viên đáng chú ý khác bao gồm Chủ tịch Hạ viện Hoa Kỳ, Ngoại trưởng Hoa Kỳ và giám đốc điều hành của các công ty nằm trong danh sách Fortune 500.
Đại học Boston xếp thứ 35 tại Mỹ và 468 thế giới trong bảng xếp hạng đại học của US News & World Report vào năm 2021.